# Dominik Salz
Dominik Salz (* 12. Juli 1987 in Stuttgart) ist ein deutscher Fußballspieler. Der Mittelstürmer spielt derzeit beim 1. CfR Pforzheim.

## Karriere
Salz kam in seiner Karriere hauptsächlich im Amateurbereich in den baden-württembergischen Ligen zum Einsatz. Insbesondere im Bereich um Pforzheim war er hauptsächlich aktiv. So absolvierte er für den 1. CfR Pforzheim sechs Jahren über 150 Spiele und führte seine Mannschaft zuletzt als Kapitän auf den Platz. Insgesamt absolvierte er für verschiedene Vereine mehr als 260 Spiele in der Oberliga Baden-Württemberg. Zuletzt lief er dort für die SG Sonnenhof Großaspach auf, für die er in seiner letzten Saison mit 15 Treffer zum Erreichen des dritten Tabellenplatzes beitragen konnte. In der Sommerpause 2024 wechselte er auf eigenen Wunsch als treffsicherer Führungsspieler zur in der Verbandsliga neu ins Leben gerufenen zweiten Mannschaft des Karlsruher SC. Für das Auswärtsspiel gegen die SpVgg Greuther Fürth am 23. November 2024 berief ihn Cheftrainer Christian Eichner nach dem Ausfall von Luca Pfeiffer überraschend in den Kader der Zweitligamannschaft und begründete diese Entscheidung mit Salz’ Kopfballstärke und Einsatzfreude. Tatsächlich wurde Salz kurz vor Spielschluss für Budu Siwsiwadse eingewechselt und feierte so im Alter von 37 Jahren sein Profidebüt. Nach einem weiteren Einsatz für die Profis stand Salz nicht mehr im Kader der ersten Mannschaft. Am Saisonende konnte er mit der zweiten Mannschaft des KSC den Aufstieg in die Oberliga feiern. Gleichwohl verließ er den Verein im Sommer 2025 und schloss sich wieder dem 1. CfR Pforzheim an.

## Privat
Dominik Salz ist der Bruder von Manuel Salz. Neben seiner fußballerischen Laufbahn arbeitet Salz als Vermögensberater für die Deutsche Vermögensberatung.